# Anthony Lurling
Anthonius Petrus Lurling est un footballeur néerlandais, né le 22 avril 1977 à Bois-le-Duc aux Pays-Bas. Il évolue comme attaquant,.

## Palmarès
Néant